# Kollegiengebäude (Göttingen)

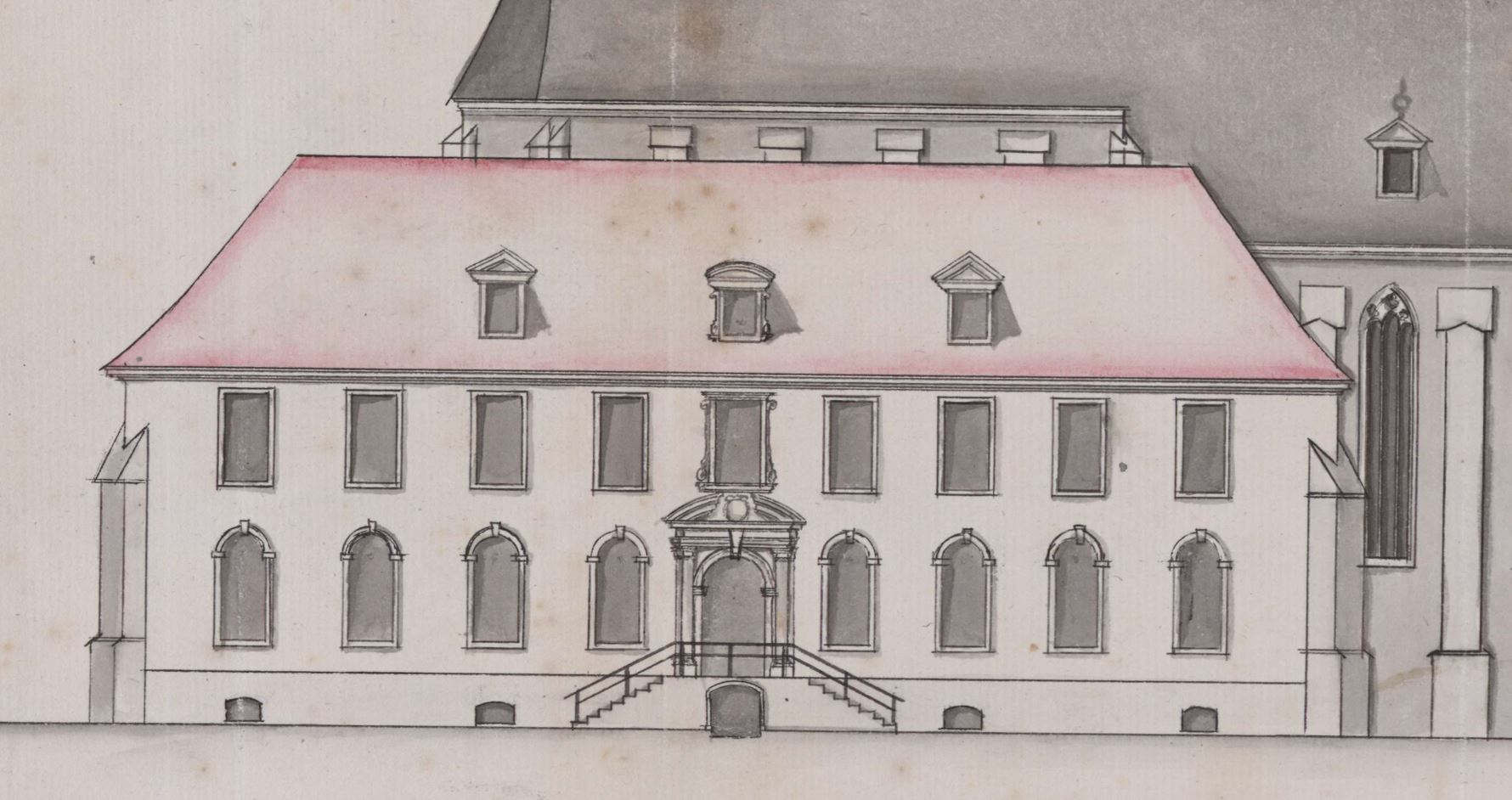
Kollegiengebäude Göttingen, Fassadenentwurf von Joseph Schädeler, 1733 (Niedersächsisches Landesarchiv Hannover, Signatur: Kartensammlung, Nr. 23 d Göttingen 27 pm). – Nordfassade, im Hintergrund die Universitätskirche.

Das Kollegiengebäude (auch Auditoriengebäude) war ein in der Gründungszeit der Georg-August-Universität Göttingen nach Entwürfen von 1733 des Universitätsbaumeisters Joseph Schädeler im Jahr 1734 errichtetes Bauwerk in der Innenstadt von Göttingen in Niedersachsen.

## Geschichte

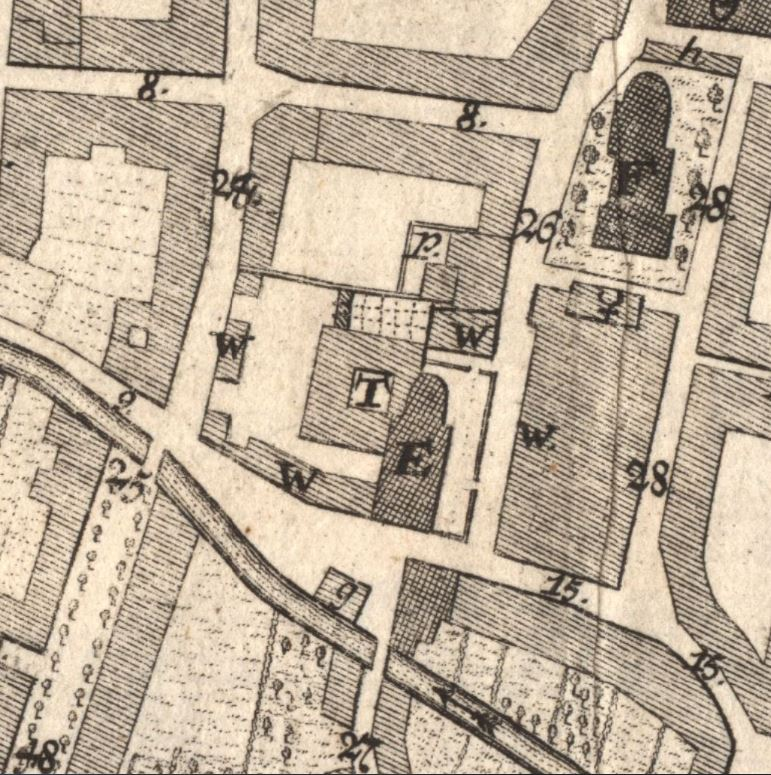
Das vierflügelige Kollegiengebäude im Ausschnitt des Göttingen-Stadtplans von Georg Daniel Heumann (1747): T = „das Auditorium publicum“, E = „Universitaets- oder Pauliner Kirche“, W = „die Professoren Häußer“. – Norden ist links.

Das barocke Kollegiengebäude war ursprünglich eine zweigeschossige Vierflügelanlage unmittelbar nördlich der Universitätskirche (Paulinerkirche) und entstand als einer der ersten Neubauten der neuen Universität auf den Grundmauern des Paulinerklosters, dessen Kreuzgang-Innenhof es nachbildete.

Das Kloster diente seit der Säkularisation als Gymnasium. In der 1734 erschienenen Stadtbeschreibung von Johann Daniel Gruber wird der Vorgängerbau in dieser Umnutzung als „Creutz-Gänge im Paulino“ beschrieben:
„Die Creutz-Gänge sind ins Quadrat gebauet, jede Seite 85. Fuß lang, und 9½ Fuß breit. (...) Aus diesen Gängen komt man bey jetziger Einrichtung in das Chor der Kirchen und in die sämtlichen auditoria. In dem Oestlichen Flügel ist ein sehr grosses und geraumes auditorium, 65. Fuß lang und 24. Fuß breit, so insgemein Somer-Prima genant zu werden pfleget fur die Selectaner. In dem Nördlichen Flügel sind die auditoria für die übrigen classes des Gymnasii (...). Der Westliche Flügel begreiffet die untere Schule nemlich Quartam (...), Quintam (...) und Sextam (...). Gegen Süden ist das Thor der Kirchen. Unter diesen sämtlichen Auditoriis ist das Gebäude mit vortrefflichen gewölbeten Kellern versehen. In dem zweyten Stockwerck aber des Oestlichen und Nördlichen Flügels sind lauter Zellen für junge Leute zur Wohnung anzutreffen, hingegen ist über dem gantzen Westlichen Flügel nur ein eintziger grosser Saal, auf welchem die Blibliotheck des Gymnasii auffbehalten wird.“
Für den Neu- bzw. Umbau ist der Beginn des beziehungsreichen Richtspruchs des Zimmermanns von 1734 überliefert: „Minerva's Schloss ist nun, Gott Lob! so weit gebracht, Dass heut der Freudenstrauss durch uns wird darauf gestellet.“ Nach Fertigstellung beherbergte der Bau im Innern anfangs neben mehreren Räumen für Vorlesungen u. a. auch Verwaltungsräume, eine Naturalienkammer sowie erneut einen großen Bibliothekssaal im Obergeschoss.
Schon 1787 wurde das Kollegiengebäude als Universitätsbibliothek nach Entwürfen von Georg Heinrich Borheck durch einen Mittelrisalit mit Treppenhaus sowie einen Ostflügel erweitert, wodurch sich die ehemalige Hauptfassade nach Norden zur Prinzenstraße erstmals erheblich veränderte. Diese gesamte Hauptfassade des Barockbaus wurde letztlich 1878–1882 durch den Neurenaissance-Bibliotheksanbau  (Prinzenstraße 1) gänzlich verdeckt.
Von den barocken Fassaden des zweigeschossigen Kollegiengebäudes sind heute noch das Erdgeschoss der ehemaligen Westfassade mit dem barocken Portal Papendiek 14 sowie die Erdgeschossfassaden im Innenhof erhalten. Vom stilangepassten Ostflügel-Erweiterungsbau der 1780er-Jahre ist dessen Ostfassade erhalten. Dort befindet sich ein aufwändig gestaltetes (jetzt zugesetztes) Barockportal, das vermutlich als ehemaliger Haupteingang von der Nordfassade stammt, als dort der Borheck-Treppenhausvorbau entstand. 1903–1904 wurde an der Ecke Prinzenstraße / Papendiek das Geographische Institut angebaut.
Heute bildet das im Kern teilweise erhaltene barocke Kollegiengebäude zusammen mit dem Neurenaissance-Anbau und der Paulinerkirche als sog. „Historisches Gebäude“ (Prinzenstraße 1, Papendiek 14) den ältesten Baubestand der Niedersächsischen Staats- und Universitätsbibliothek Göttingen (kurz SUB Göttingen); es wurde zuletzt 1999–2005 saniert und modernisiert.

## Beschreibung 1748
Aus einer Universitätsbeschreibung von Johann Christian Claproth, Göttinger Professor der Rechte, 1748:

## Lichtenberghof
Vor dem barocken Westportal an der Straße Papendiek befindet sich jetzt der sog. Lichtenberghof, wo eine von dem Bildhauer Volker Neuhoff geschaffene, bronzene Sitzskulptur aus dem 1992 an Georg Christoph Lichtenberg erinnert. Im Hof steht außerdem die Bronzeskulptur Butt im Griff von Günter Grass. Eine weitere Installation im öffentlichen Raum des Hofs erinnert an die erste elektromagnetische Telegraphen-Verbindung von Weber und Gauß im Jahr 1833; sie verband das damalige Physikalische Kabinett im Kollegiengebäude mit der Sternwarte Göttingen.

Bildergalerie
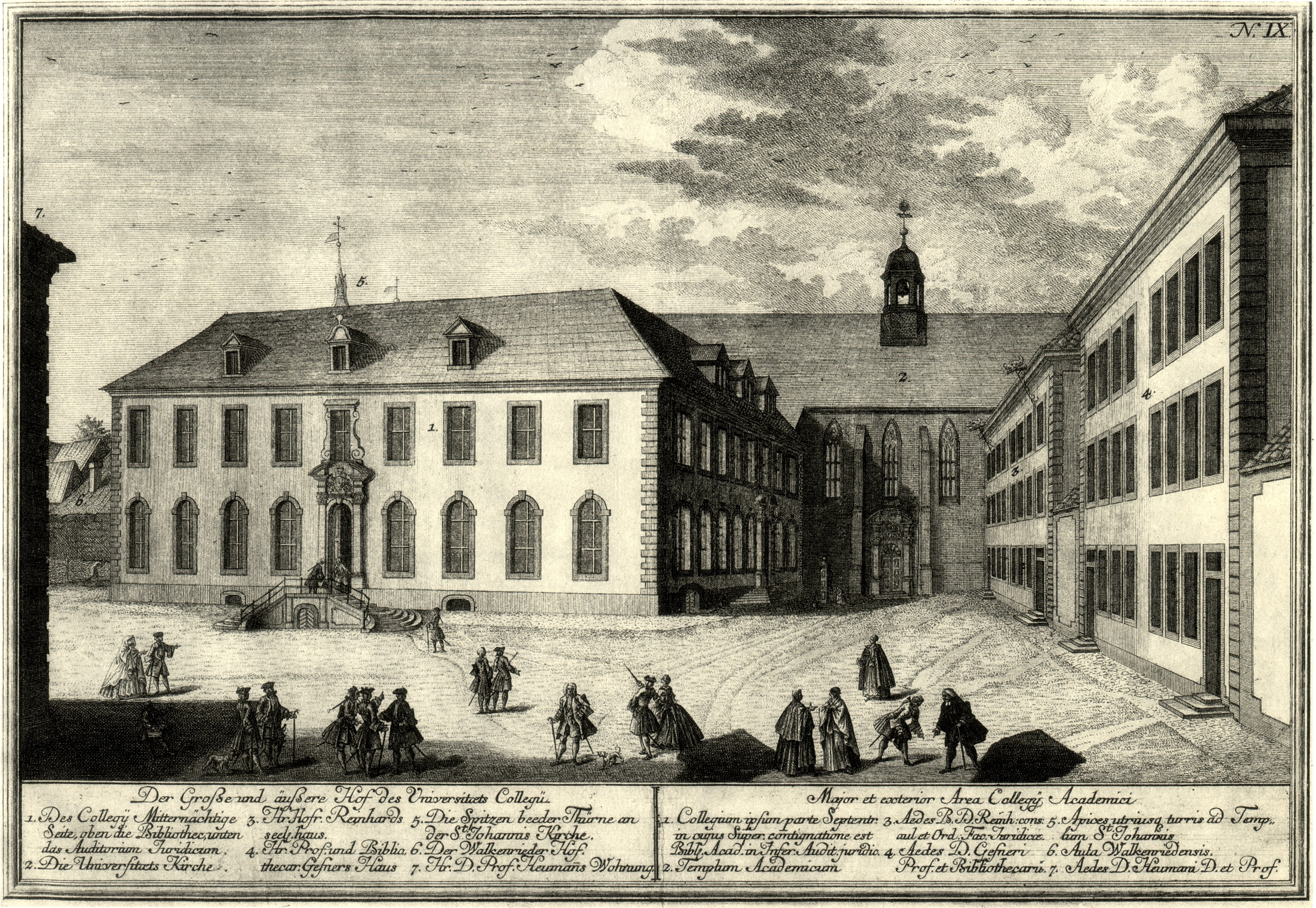
Ehemalige Nordfassade des Kollegiengebäudes, im Hintergrund die Universitätskirche. Kupferstich von Georg Daniel Heumann, 1747
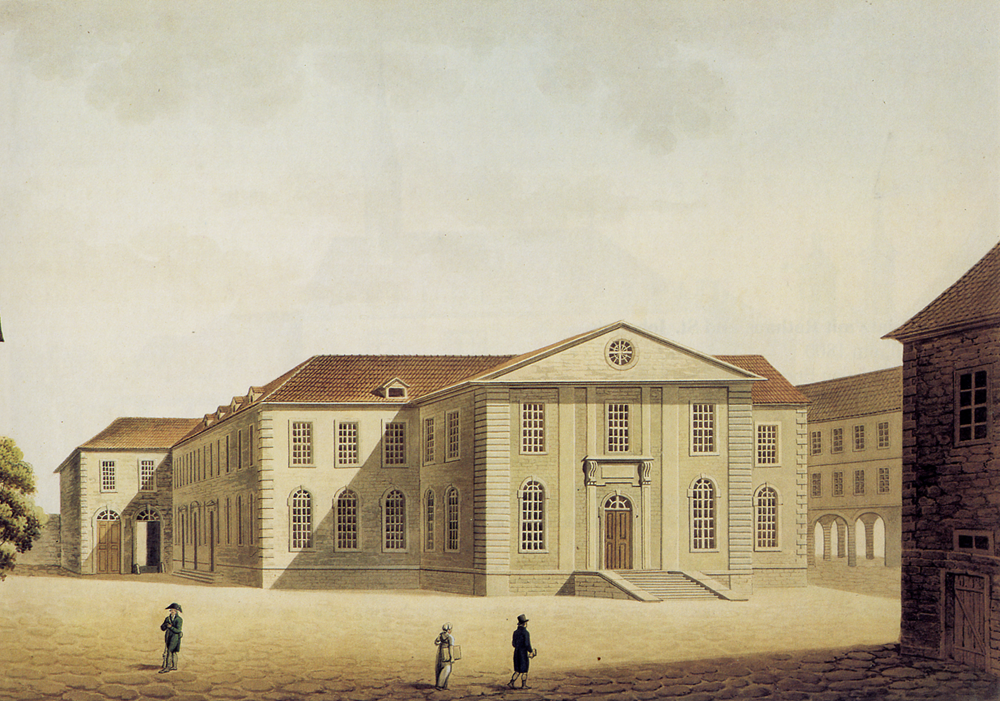
Ehemalige Nordfassade des Kollegiengebäudes, nach dem Anbau eines Mittelrisalits mit Treppenhaus von 1784–1787. Aquarell von Johann Christian Eberlein, um 1800
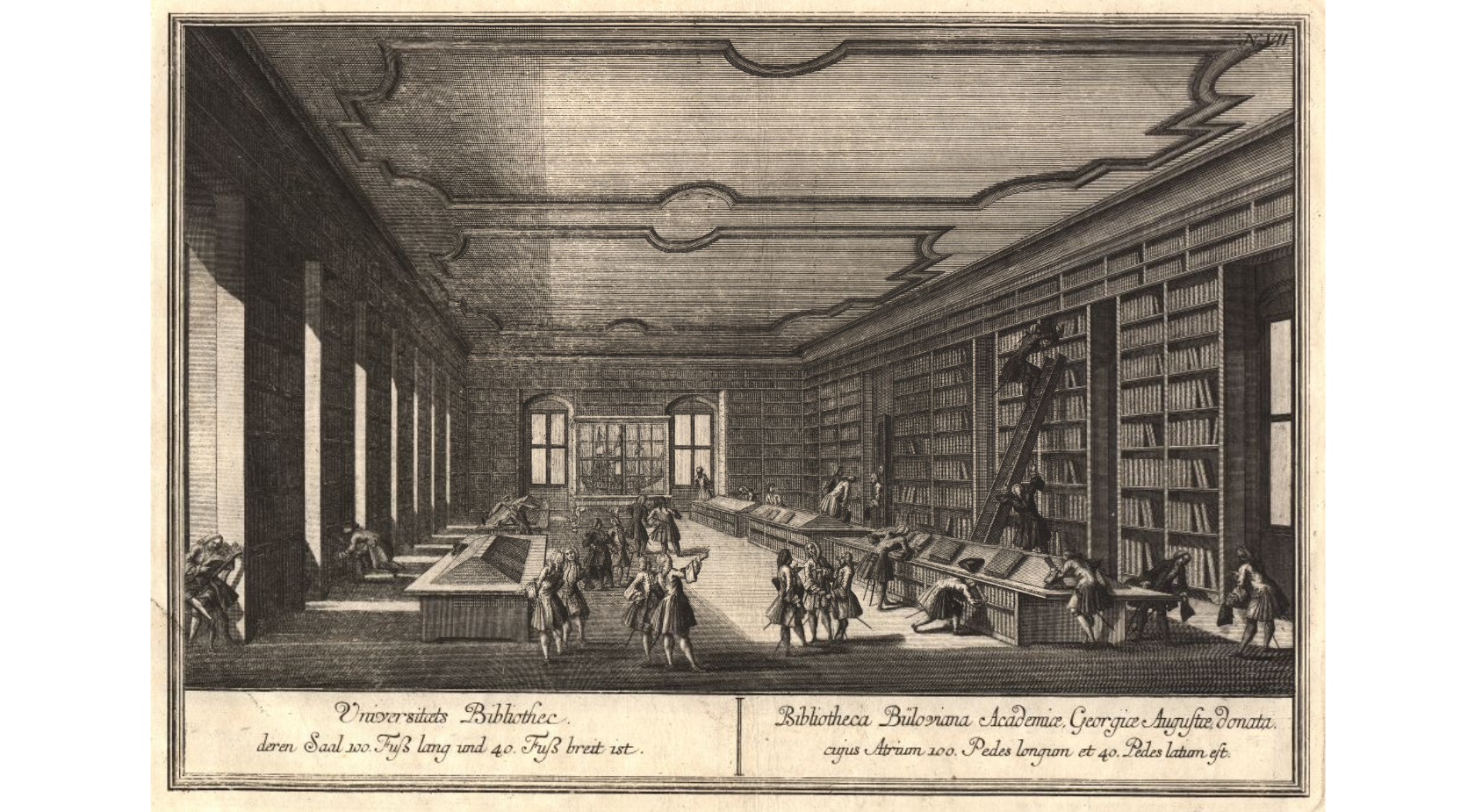
Bibliothekssaal im Obergeschoss des Kollegiengebäudes; Kupferstich von Georg Daniel Heumann, 1747.
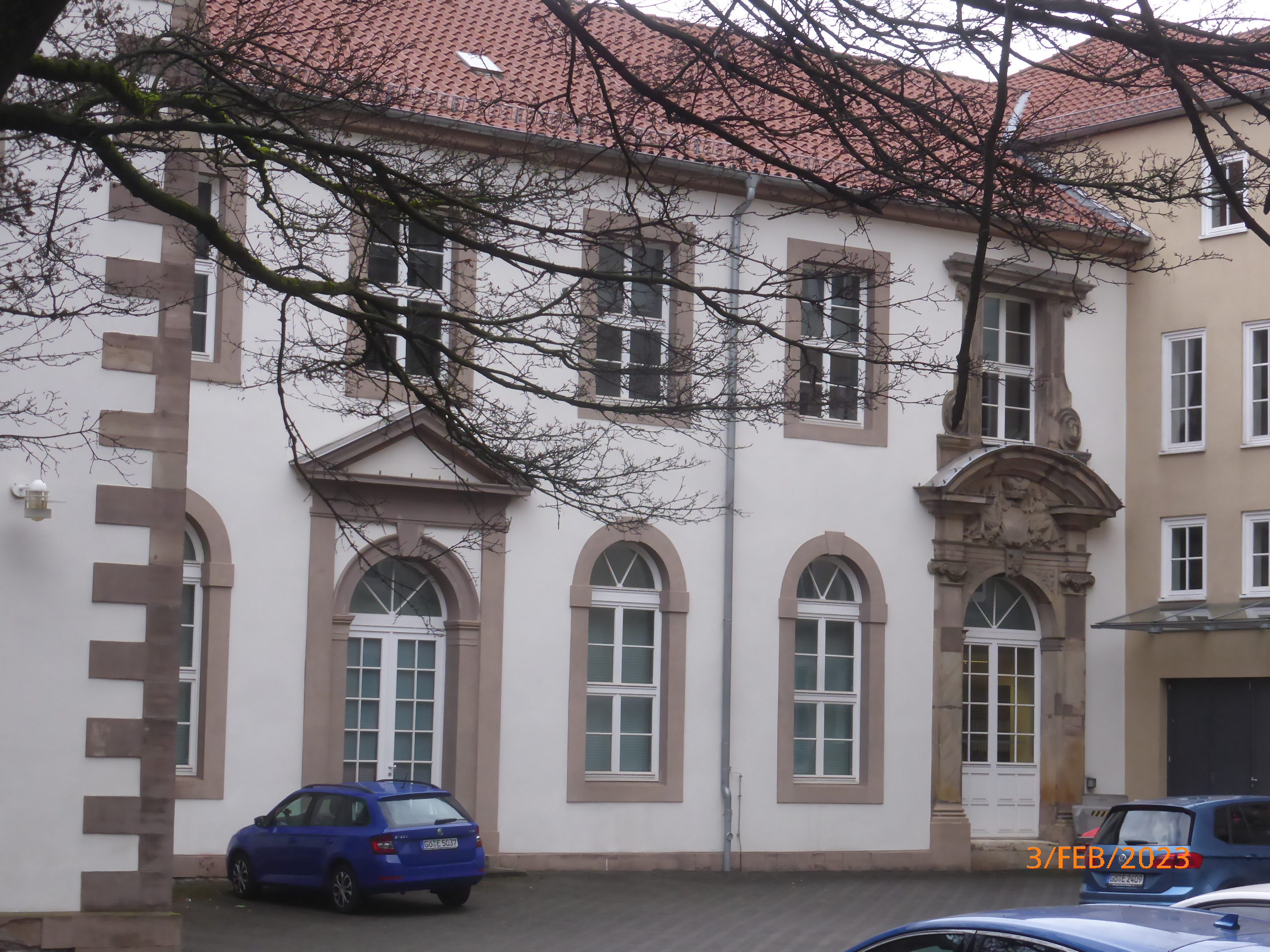
Ostfassade des barocken Erweiterung des Kollegiengebäudes aus dem 1780er-Jahren (2023)
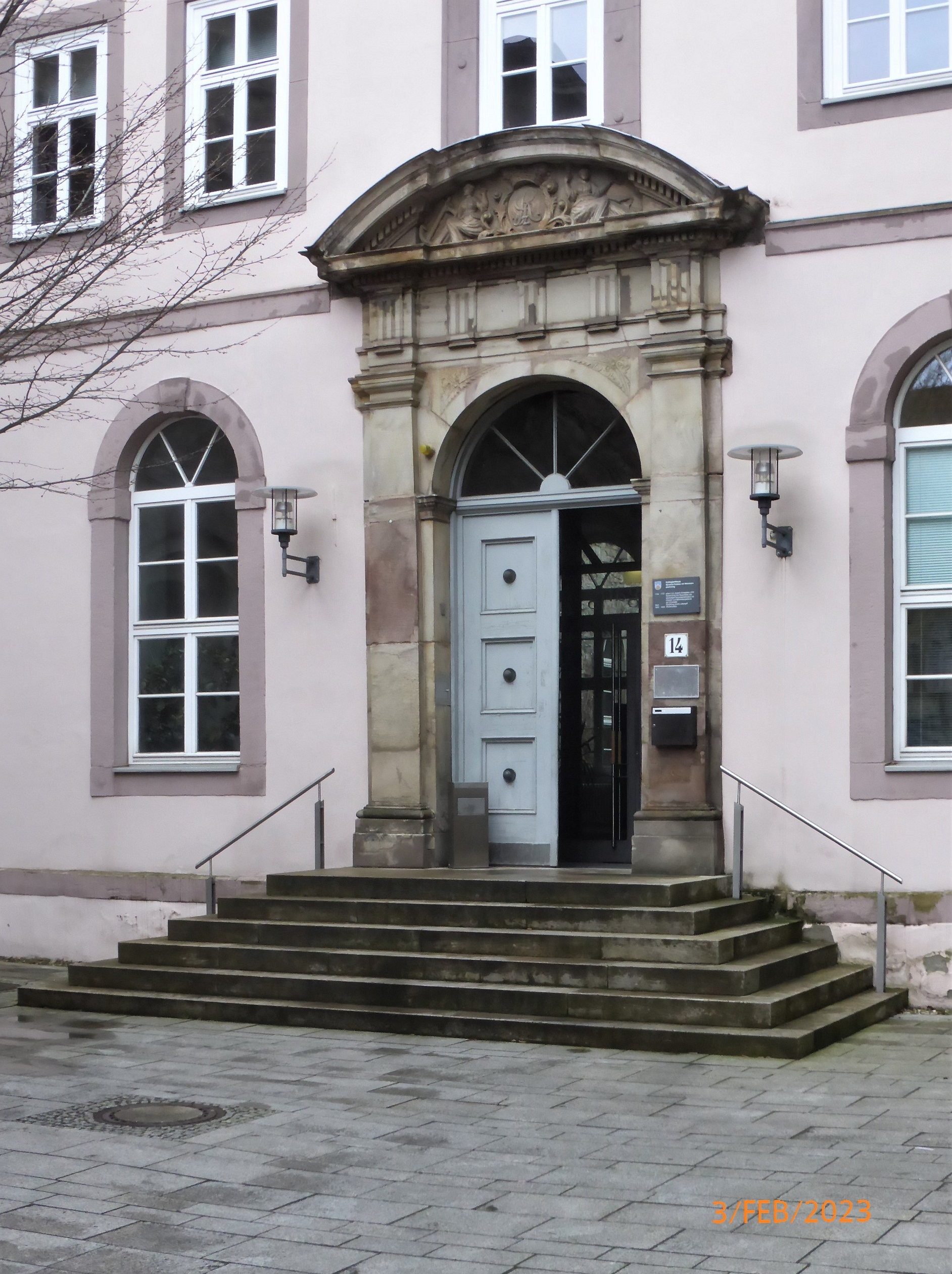
Barockportal der Westfassade des Kollegiengebäudes. Im Tympanon befindet sich zwischen zwei Allegorien ein Wappenschild mit Initialen GA des Universitätsgründers Kurfürst Georg August von Braunschweig Lüneburg (bzw. dem englischen König Georg II.), 2023
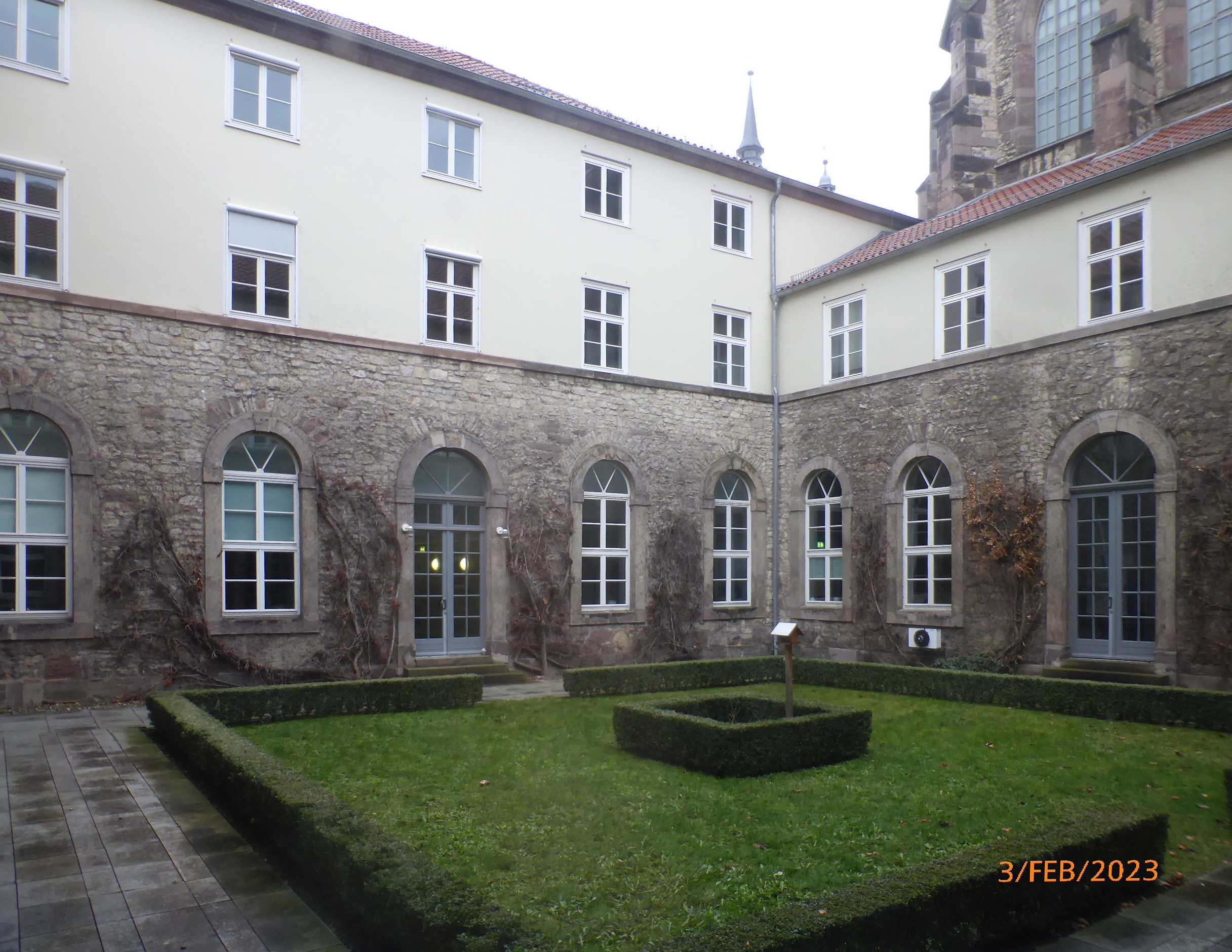
Innenhof des Kollegiengebäudes, rechts oben im Hintergrund ragt die Universitätskirche auf (2023)
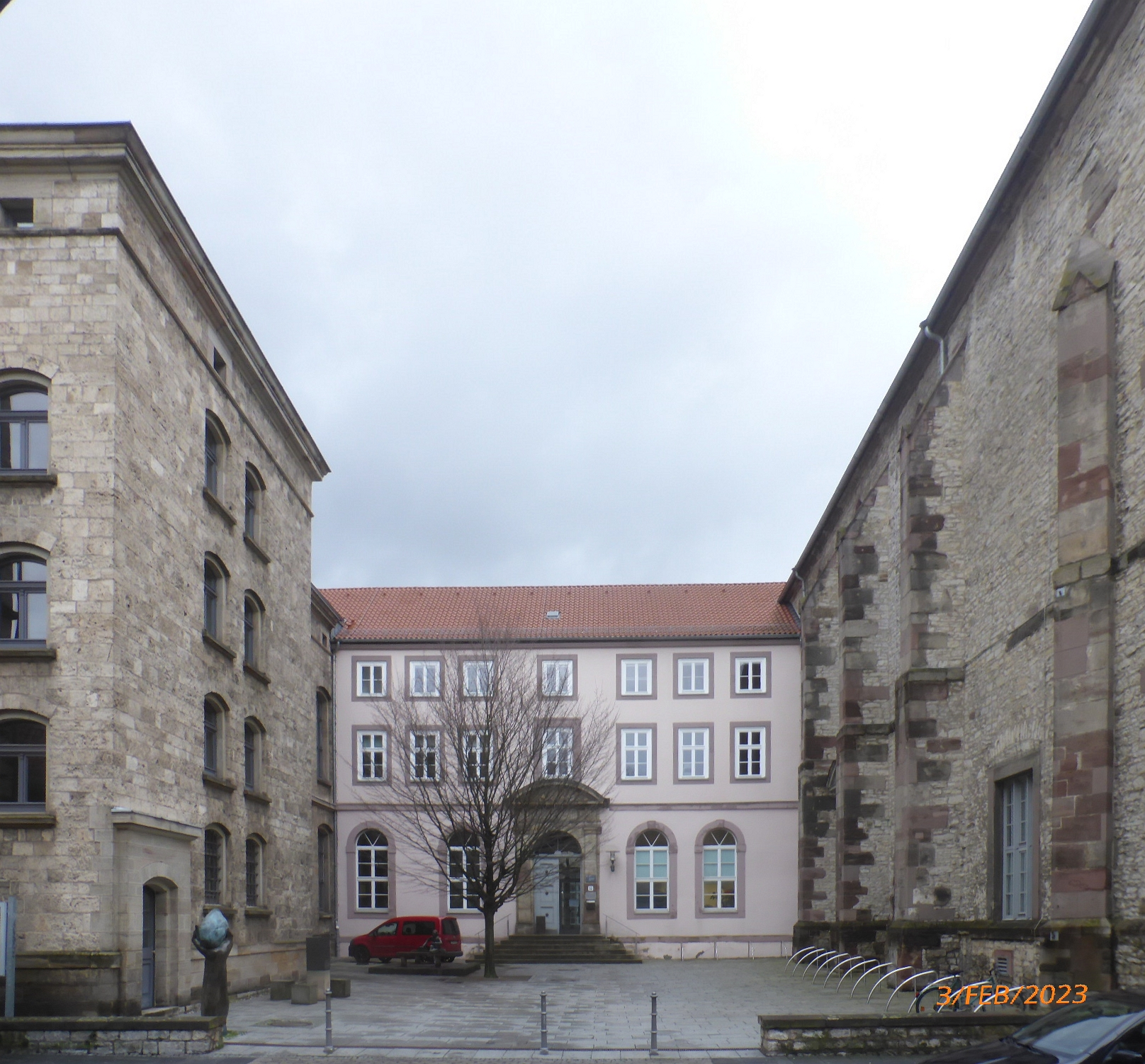
Lichtenberghof und Westfassade des Kollegiengebäudes Papendiek 14 (2023)
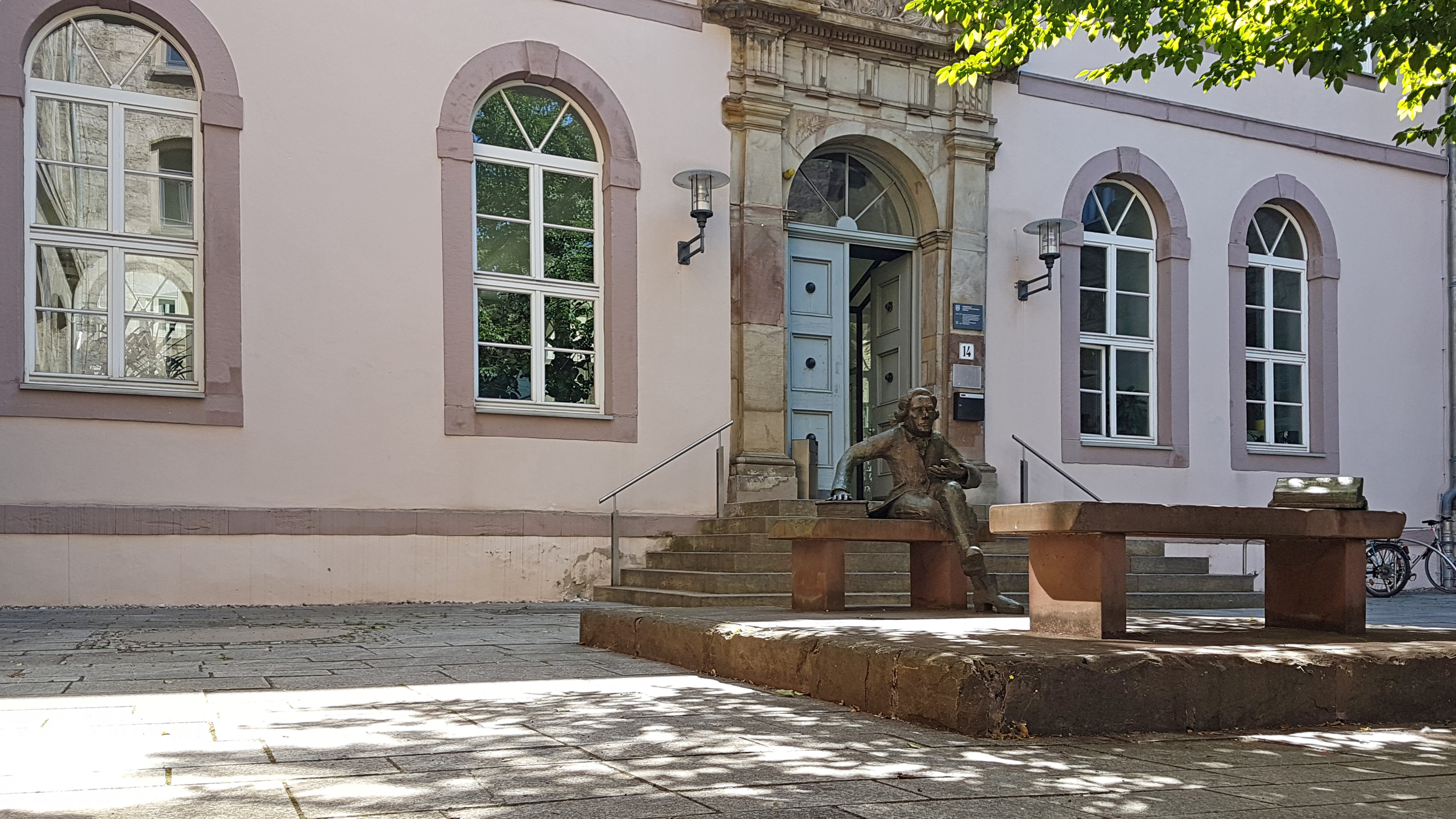
Lichtenberg-Sitzskulptur von 1992 auf dem Lichtenberghof (2022)
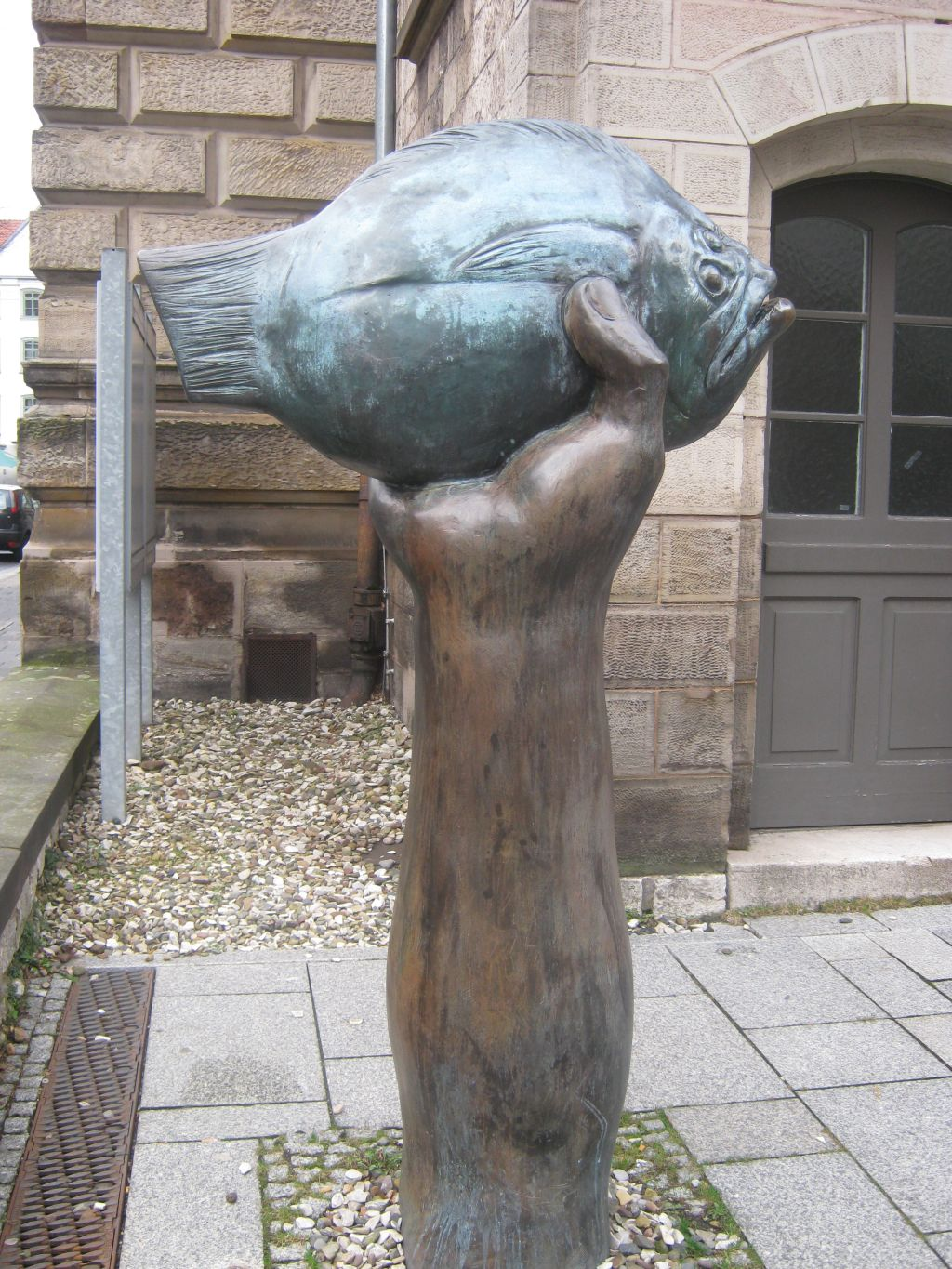
1982 gegossener Butt im Griff von Günter Grass, 2004 auf dem Lichtenberghof aufgestellt (2016)
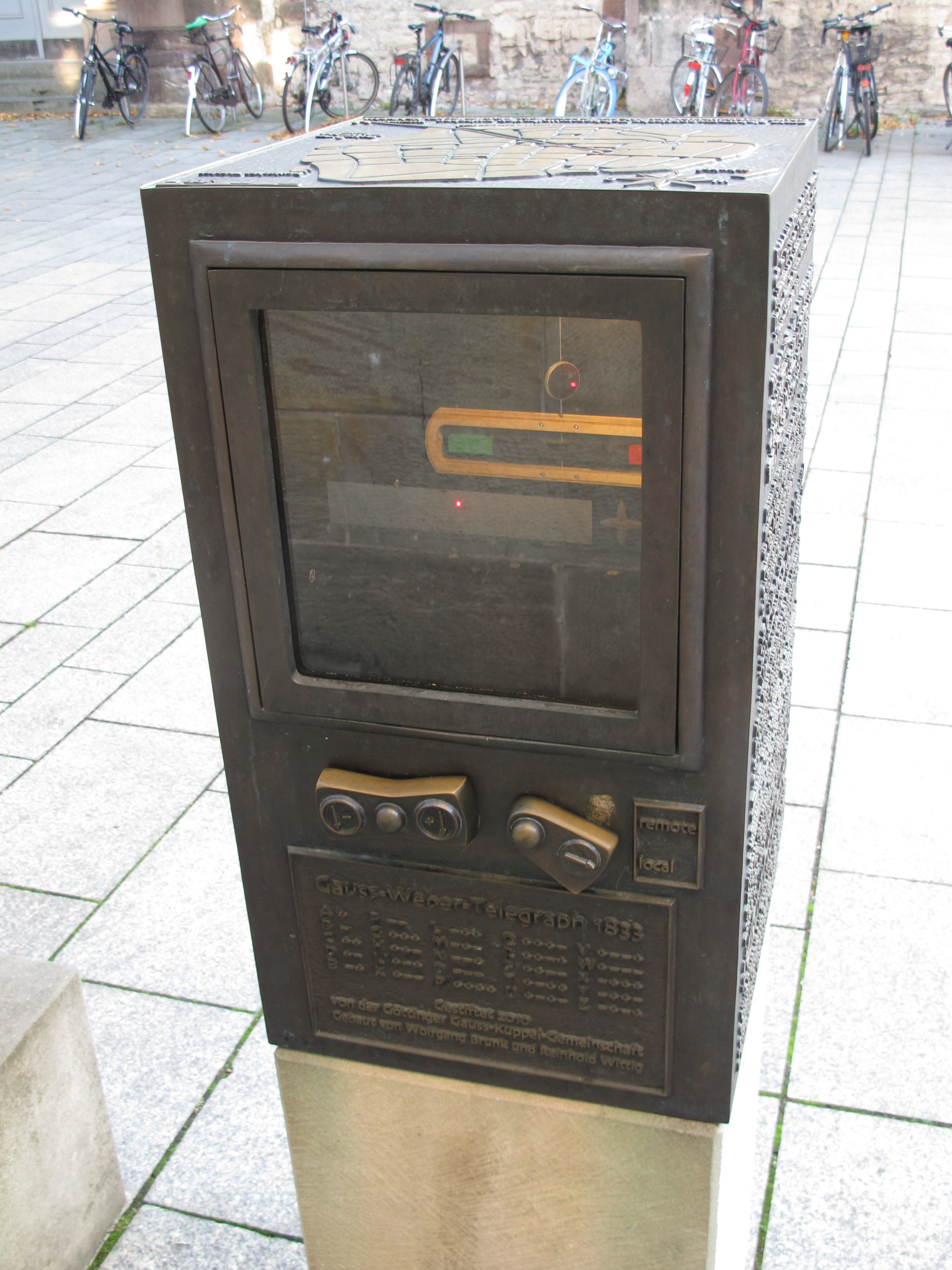
Installation Gauß-Weber-Telegraph 1833 auf dem Lichtenberghof (2018)